# 张焕忠
张焕忠（1955年4月28日—），男，吉林人，中华人民共和国外交官，曾任中华人民共和国驻长崎总领事。

## 生平
毕业于上海外国语学院。1980年，任北京化工管理干部学院外国语系主任。1988年，赴日本岩手大学留学一年。1989年，回任外国语系主任。1991年，调入中华人民共和国外交部工作，先后在外交部领事司、驻日本大使馆任职。1999年4月，出任中华人民共和国驻长崎总领事。。2002年5月，自驻长崎总领事离任。